# Axel Springer
Axel Cäsar Springer (Altona, 2 maggio 1912 – Berlino, 22 settembre 1985) è stato un giornalista tedesco, fondatore nel 1945, proprietario e direttore dell'omonimo gruppo editoriale.